# 진안로
진안로(Seoun-ro)는 충청북도 진천군 송림교차로에서 경기도 안성시 안성로터리를 잇는 27.6km 도로이다.

## 주요 경유지
충청북도
- 진천군 (이월면)

경기도
- 안성시 (금광면 - 안성동)

## 노선
| 이름          | 접속 노선                                          | 소재지 | 소재지 | 비고 |
| ------------- | -------------------------------------------------- | ------ | ------ | ---- |
| 송림 교차로   | 지방도 제302호선 (진광로)                          | 진천군 | 이월면 |      |
| 학동교        |                                                    | 진천군 | 이월면 |      |
| 어댕이교      |                                                    | 진천군 | 이월면 |      |
| 옥정재        |                                                    | 진천군 | 이월면 |      |
| 제2옥정교     |                                                    | 안성시 | 금광면 |      |
| 대문교        |                                                    | 안성시 | 금광면 |      |
| 한운교        |                                                    | 안성시 | 금광면 |      |
| 금광2교       |                                                    | 안성시 | 금광면 |      |
| 금광교        |                                                    | 안성시 | 금광면 |      |
| (이름없음)    | 삼흥로 종합운동장로                                | 안성시 | 금광면 |      |
| 가현 교차로   | 국가지원지방도 제57호선 (영봉로)                   | 안성시 | 안성동 |      |
| 백성교        |                                                    | 안성시 | 안성동 |      |
| 안성로터리    | 지방도 제325호선 (보개원삼로) 장기로 시청길 낙원길 | 안성시 | 안성동 |      |
| 중앙로와 직결 |                                                    |        |        |      |

## 주요 건물및 시설
- 현대모비스 유안 (진안로 1077/신양복리 410-14)
- SK에너지 금광농협주유소 (진안로 1087/신양복리 413-3)
- 현대자동차 안성중앙대리점 (진안로 1349/가현동 128-1)